# Верс, Абель
Абель Верс (фр. Abel Verse) (4 сентября 1905 года, Медон (Сена и Марна-Уаз) — 24 июня 1994 года, Лион) — французский шашист. Четырехкратный чемпион Франции в международных шашках в 1939, 1952, 1955, 1960. Завоевал 6 серебряных (1946, 1951, 1956, 1959, 1971 и 1973) и четыре бронзовые (1954, 1957, 1965, 1966) медали. Участник двух чемпионатов мира, первого чемпионата Европы (4 место).
Абель Верс занял 7-е место на чемпионате мира 1956 года и разделил 11-12 места на чемпионате мира 1960 года. Участник чемпионатов Европы (1968 (4е место), 1969 (9е место), 1974 (6е место)).
В общей сложности он принял участие в чемпионатах Франции 29 раз.
FMJD-Id: 16752
Умер 24 июня 1994 года в возрасте 89 лет в Лионе.